# 熊本昌弘
熊本 昌弘（くまもと まさひろ、1936年（昭和11年）12月16日 - ）は、日本の実業家。

## 経歴
神戸製鋼元社長。大阪府出身。大阪府立高津高等学校を経て、1960年に東北大学法学部を卒業。同年神戸製鋼に入社した。
原料購買や労務のほか、1970年の加古川製鉄所建設にも携わった。管理職以降は広報、総務、秘書など管理部門を主に歴任。1996年に社長となり、阪神・淡路大震災で被った大損害からの業績回復、累積損失の解消に努めるが、折りしもアジア通貨危機による鉄鋼需要激減が加わり、苦しい経営を強いられた。
1998年には事業部制を改めて社内カンパニー制を導入し、神戸製鋼の複合経営色を強めた。
社長退任後の1999年11月には総会屋への利益供与事件が発生し、会長報酬を半年間、全額返上した。株主代表訴訟では経営監督責任が問われ、2002年に和解が成立している。
2003年に腰痛の悪化など体調不良のため相談役へ退き、一時期、会長職は空席となった。
略年譜
- 1960年4月 神戸製鋼入社
- 1987年6月 神戸製鋼取締役（秘書部の担当ならびに企画本部副本部長）
- 1989年6月 神戸製鋼常務（企画本部長）
- 1991年6月 神戸製鋼専務（企画本部長、秘書部、総務本部の担当、人事本部長）
- 1993年6月 神戸製鋼副社長
- 1996年6月 神戸製鋼社長
- 1999年4月 神戸製鋼会長
- 2003年6月 神戸製鋼相談役

1998年より日本建設機械工業会会長を2年間務めた。

## 趣味
- 音楽鑑賞（外国民謡）、
- テニス
- 読書（歴史物、ノンフィクション）

## 好きな言葉
- 和気致祥（わきちしょう）：和やかな気持ちは幸せをもたらす。
- 自由と規律
- 原点に帰れ